# Macaranga gabunica
Macaranga gabunica är en törelväxtart som beskrevs av David Prain. Macaranga gabunica ingår i släktet Macaranga och familjen törelväxter. Inga underarter finns listade i Catalogue of Life.